# 谢罗夫区
谢罗夫区（羅馬化：Serovskiy rayon）是俄罗斯斯维尔德洛夫斯克州的一个区，行政中心为谢罗夫。该区2021年人口有13,545人；2010年人口23,538；2002年人口26,182；1989年人口32,262。